# Święty Paweł (obraz El Greca)
Święty Paweł – obraz hiszpańskiego malarza pochodzenia greckiego Dominikosa Theotokopulosa, znanego jako El Greco.

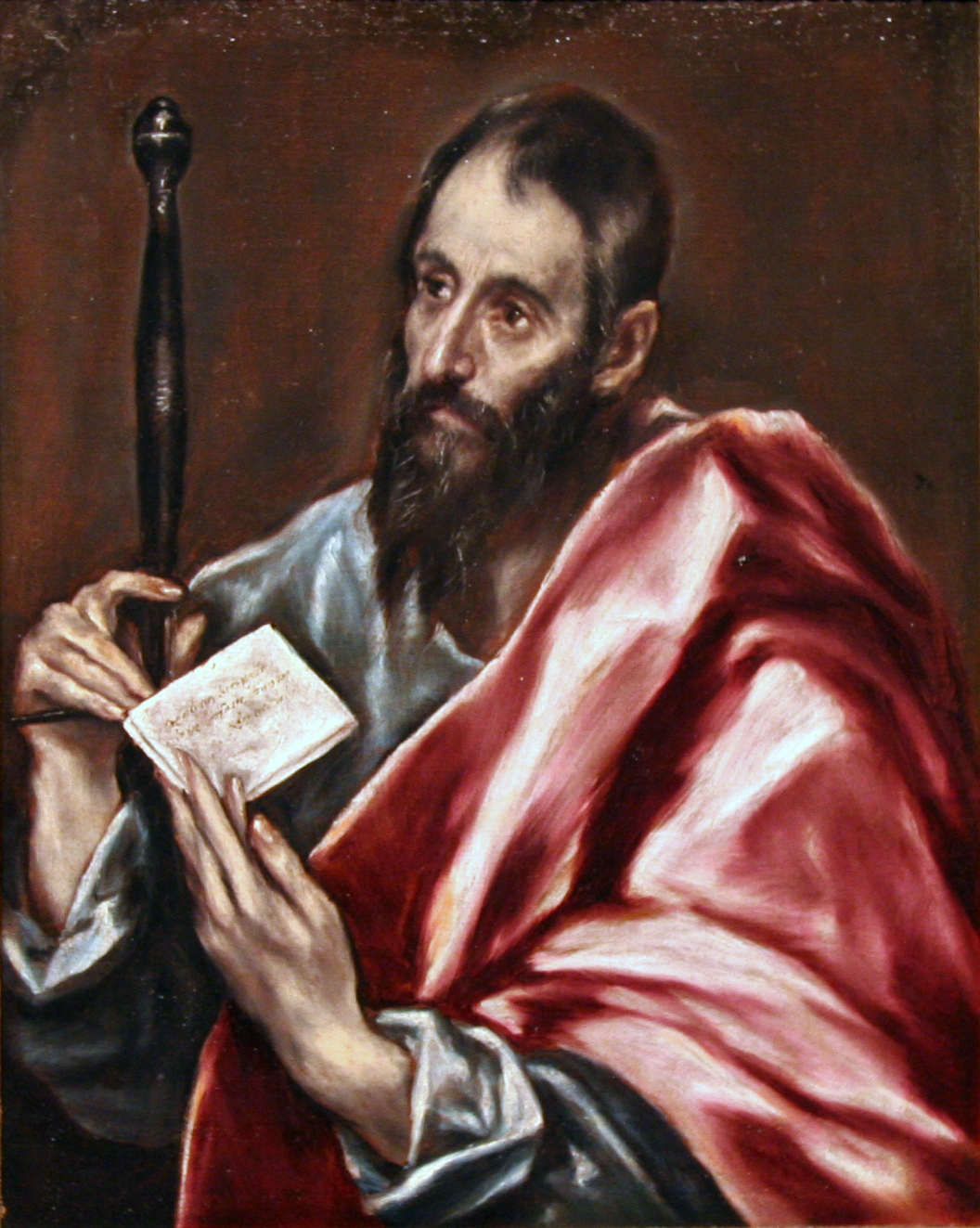
Święty Paweł, wcześniejsza wersja z lat 1598–1600, Saint Louis Art Museum

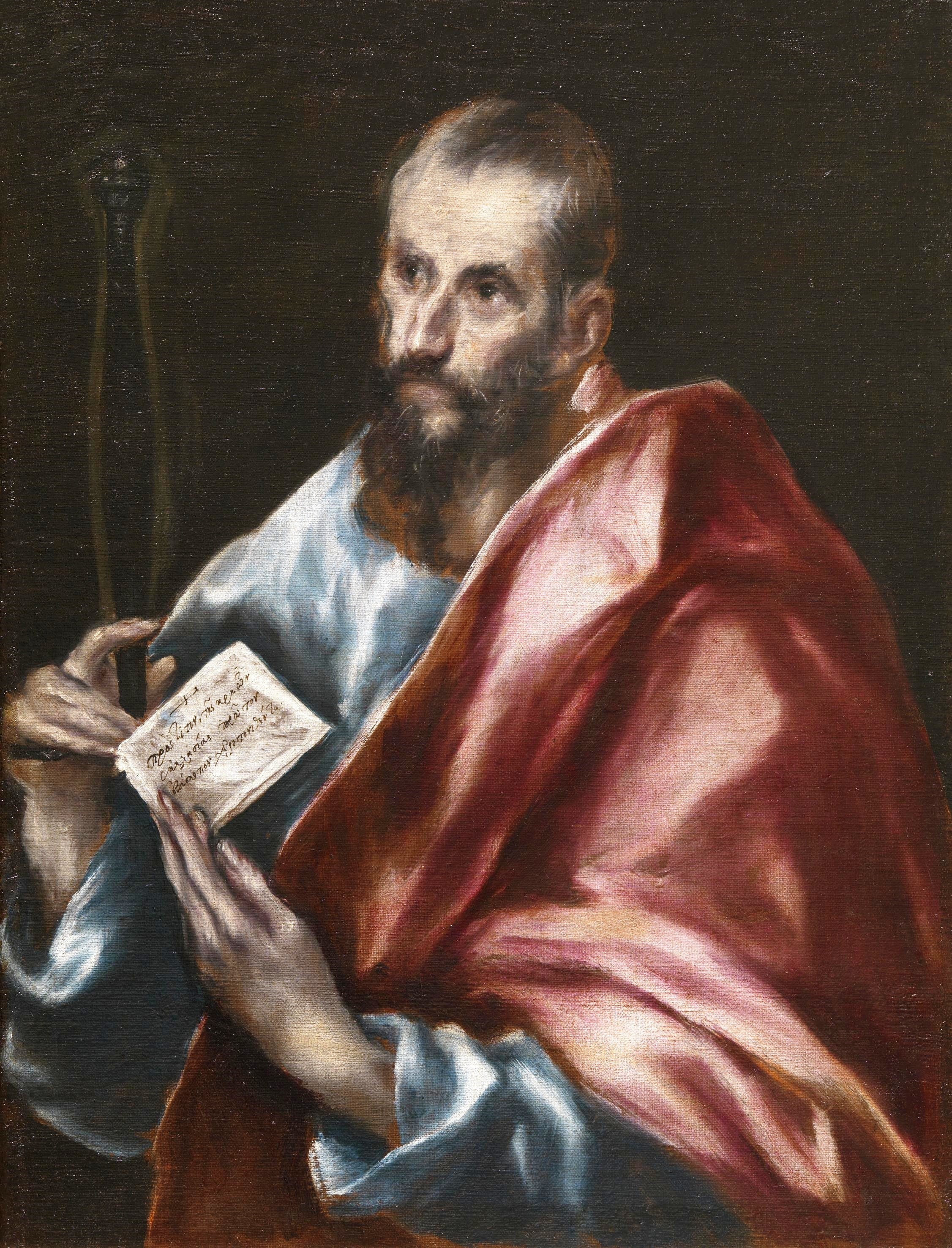
Święty Paweł, wersja z Prado powstała w latach 1608–1614

Pierwszy portret świętego Pawła powstał pod koniec XVI wieku. Został namalowany w półpostaci. Dekadę później El Greko ponawia temat tworząc już cykl portretów wszystkich apostołów przedstawiając ich w 3/4 postaci. Portret należał do cyklu zwanego Apostolados. El Greco kilkakrotnie podjął się namalowania cyklu dwunastu portretów świętych i portretu Zbawiciela. Do dziś zachowały się w komplecie jedynie dwa zespoły; jeden znajduje się w zakrystii katedry w Toledo a drugi w Museo del Greco.

## Opis obrazu
El Greco zrezygnował z typowej ikonografii Świętego Pawła. Paweł ma rysy człowieka Wschodu o wydłużonej głowie, ze smutnymi dużymi oczami. Portret był malowany bezpośrednio po stracie brata El Greca, Manussa. Smutek malarza i rodząca się nostalgia za krajem rodzinnym widoczny jest nie tylko w tym portrecie, ale i w innych portretach świętych wchodzących w skład cyklu trzynastu obrazów. Paweł trzyma swój atrybut miecz, ledwo zaznaczony i widoczny prostotą odbiegający od tych jakie można podziwiać w Portrecie szlachcica czy Portrecie Vincentia Anastagiego. Atrybutem, na który El Greco koncentruje się, jest list trzymany w dłoniach świętego, skierowany wyraźnie w stronę widza. Jest to list w języku greckim adresowany do Tytusa, pierwszego biskupa i patrona Krety; napis Do pierwszego biskupa Kościoła Tytusa z Krety odnosi się do List św. Pawła do Tytusa.

## Inne wersje
El Greco namalował kilka wersji Apostolados. Druga bardzo podobna wersja, również namalowana w 3/4 postaci znajduje się w Katedrze w Toledo (wizerunek Pawła podobny do tego z Saint Louis Art Museum). Inne wersje mają podobną konstrukcję, ale ujmują postać od połowy. Różnią się też szczegółami: inna faktura, różny zarost i jego intensywność, różna grubość miecza.
- Święty Paweł – (1608-1614)[1] (1605-1610)[2] 100 × 76 cm, Katedra w Toledo
- Wersje z innych cyklów:
  - Święty Paweł – (1610-14), 72 × 55 cm, Prado – wersja pochodzi z cyklu Apostolados, odnalezionej w 1936 roku w parafialnym kościele w Almadronesdo muzeum Prado trafił w 1946 roku;
  - Święty Paweł – (1598-1600), 70,5 × 56,5 cm, Saint Louis Art Museum[3] – Według Gudiola obraz powstał w pracowni El Greca przy udziale innego malarza Luisa Tristana;
  - Święty Paweł – (1603-1608)[1] (1610-1615)[2], 70 × 53 cm, Muzeum Sztuk Pięknych w Oviedo – wersja z cyklu Apostolados' z San Feliz.